# Jarosław Kresa
Jarosław Kresa (ur. 16 sierpnia 1970 w Bielawie) – polski samorządowiec, dziennikarz i polityk, w latach 2019–2023 wicewojewoda dolnośląski.

## Życiorys
Ukończył studia polonistyczne na Wydziale Filologicznym Uniwersytetu Wrocławskiego. Pracował jako dziennikarz w miesięczniku „Diora”, „Tygodniku Wałbrzyskim” oraz Radiu Sudety. Został założycielem i redaktorem naczelnym „Tygodnika Dzierżoniowskiego”, kierował też miesięcznikiem „Twoja Spółdzielnia”.
Udzielał się także społecznie, m.in. jako szef domu kultury Spółdzielni Mieszkaniowej w Dzierżoniowie, członek zarządu Dolnośląskiego Związku Szachowego (2006–2007) i założyciel Towarzystwa Szachowego „Dwie Wieże” Dzierżoniów. Był zawodnikiem, trenerem i dyrektorem w sekcji młodzieżowej Lechii Dzierżoniów. Współzałożyciel grupy Rekonstrukcji Historycznej 58 Pułku Piechoty (brał udział m.in. w inscenizacjach historycznych na Westerplatte, pod Kockiem i pod Mławą) oraz komendant honorowy jednostki strzeleckiej 1919 Związku Strzeleckiego „Strzelec” Józefa Piłsudskiego. Został sekretarzem lokalnego klubu „Gazety Polskiej”. Opublikował książki „Tewzadze – gruziński obrońca Warszawy” oraz „Lechia na koniec tysiąclecia”.
Działał w lokalnym samorządzie, w 1998 wybrano go do rady miejskiej Dzierżoniowa. Pełnił funkcję członka zarządu miasta (1998–2000) i wiceprzewodniczącego tego gremium (2000–2002). Z ramienia lokalnych komitetów startował do rady miejskiej w 2002, 2006 i 2010 (tylko wówczas uzyskał mandat). Wstąpił w międzyczasie do Prawicy Rzeczypospolitej. W 2014 wybrano go do rady powiatu dzierżoniowskiego z listy Prawa i Sprawiedliwości. W 2015 bezskutecznie kandydował do Sejmu (uzyskał 1856 głosów). W 2018 kandydował na burmistrza Dzierżoniowa (zajął drugie miejsce z poparciem 22,11% głosujących). W tych samych wyborach zdobył jednak mandat w radzie miejskiej, wybrano go także szefem klubu radnych PiS.
Został powołany na stanowisko wicewojewody dolnośląskiego z dniem 1 września 2019. W grudniu 2023 zakończył pełnienie funkcji wicewojewody. W 2024 zajął drugie miejsce w wyborach na burmistrza Dzierżoniowa, powrócił też do rady miejskiej

## Życie prywatne
Jest żonaty, ma syna.